# (1511) Daléra
(1511) Daléra – planetoida z grupy pasa głównego asteroid okrążająca Słońce w ciągu 3 lat i 228 dni w średniej odległości 2,36 au. Została odkryta 22 marca 1939 roku w Algiers Observatory w Algierze przez Louisa Boyera. Nazwa planetoidy pochodzi od Paula Daléry, przyjaciela odkrywcy. Przed nadaniem nazwy planetoida nosiła oznaczenie tymczasowe (1511) 1939 FB.